# Wasserkanal

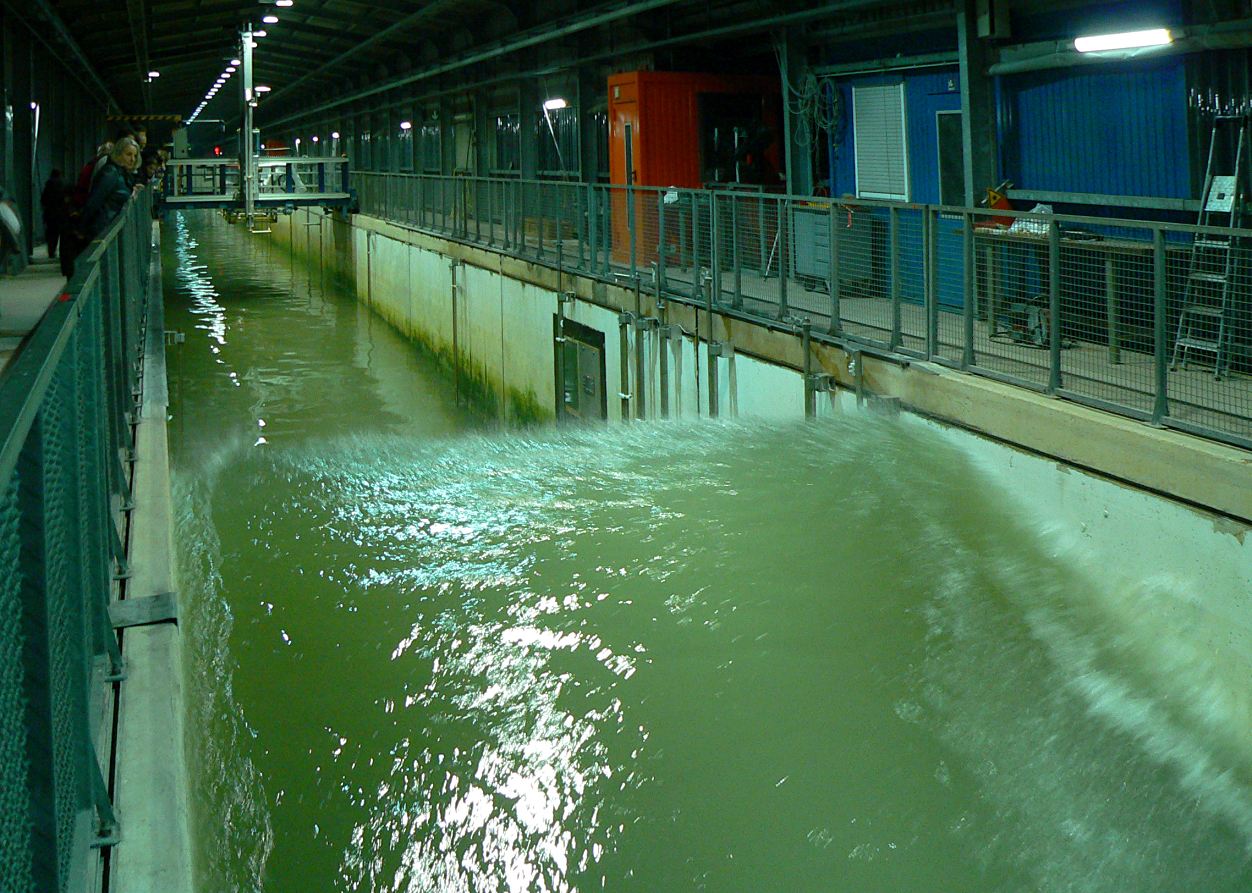
Der Wellenkanal beim Forschungszentrum Küste in Marienwerder, 307 Meter lang, 7 Meter tief und weltweit einer der größten seiner Art

Ein Wasserkanal ist ein Kanal oder ein Becken zur Untersuchung von Strömungen. Ähnlich wie bei einem Windkanal werden dabei Versuchsobjekte einem kontrolliert strömenden Medium ausgesetzt. Durch die im Vergleich zu Luft hohe Dichte und kleine kinematische Viskosität von Wasser werden schon bei niedrigen Strömungsgeschwindigkeiten und kleinen Abmessungen hohe Reynolds-Zahlen erreicht. Bei der gleichen Modellgröße und Strömungsgeschwindigkeit ergibt sich eine etwa 15-fach größere Reynolds-Zahl als im Windkanal. Durch einen erhöhten Wasserdruck lässt sich der Nachteil der Kavitation reduzieren.

Becken zur Erzeugung von Wellen kleiner Amplitude und kleiner Wellenlänge (Kapillarwellen). Das von oben auf das Wasserbecken gerichtete Licht projiziert die Wellenstrukturen durch die transparente Bodenplatte auf die darunter liegende Fläche.

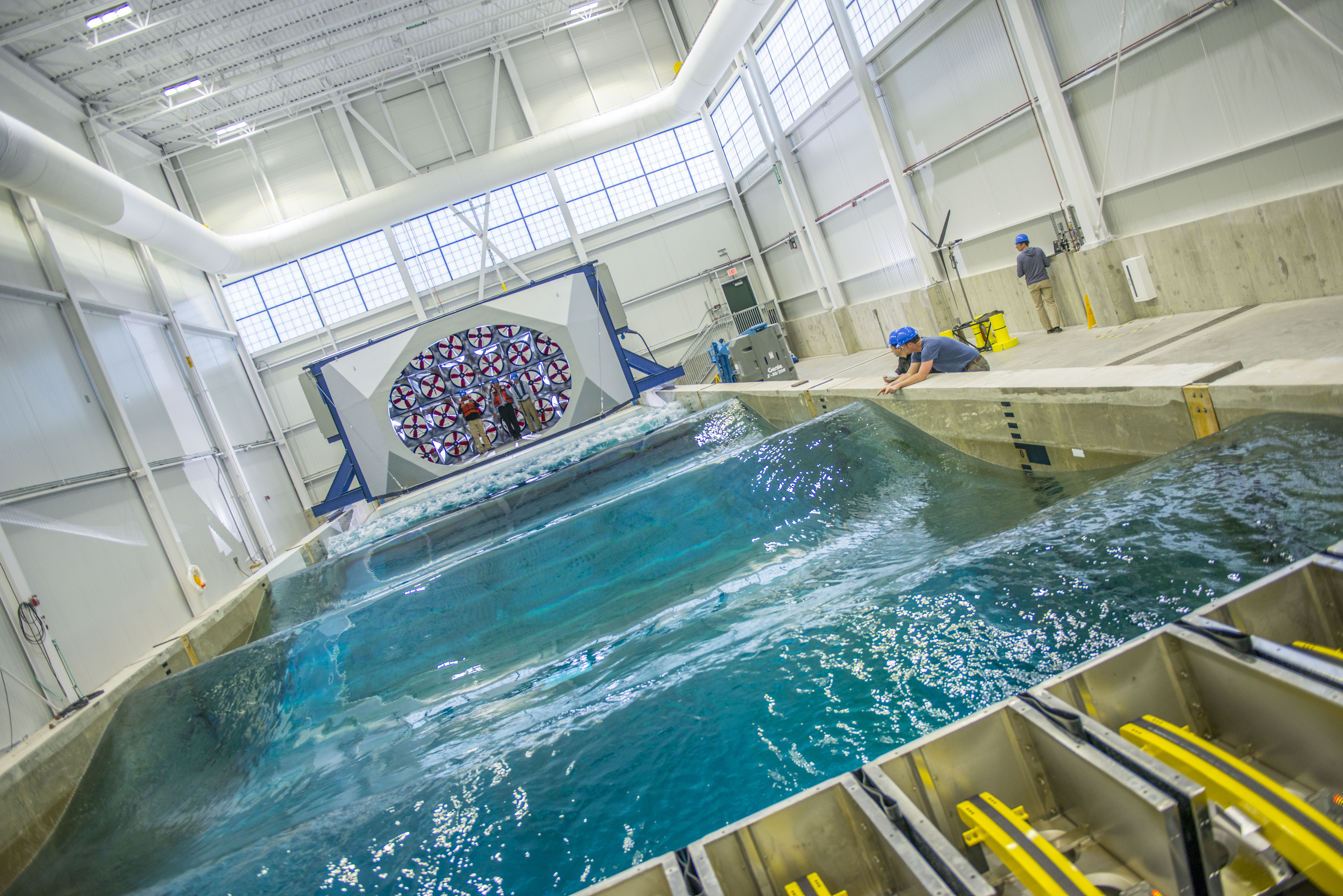
Wellenbecken der University of Maine

Bei einem Wellenkanal werden Oberflächenwellen simuliert. Wellentanks oder Wellenbecken dienen zum Studium der zweidimensionalen Ausbreitung von Wellen.

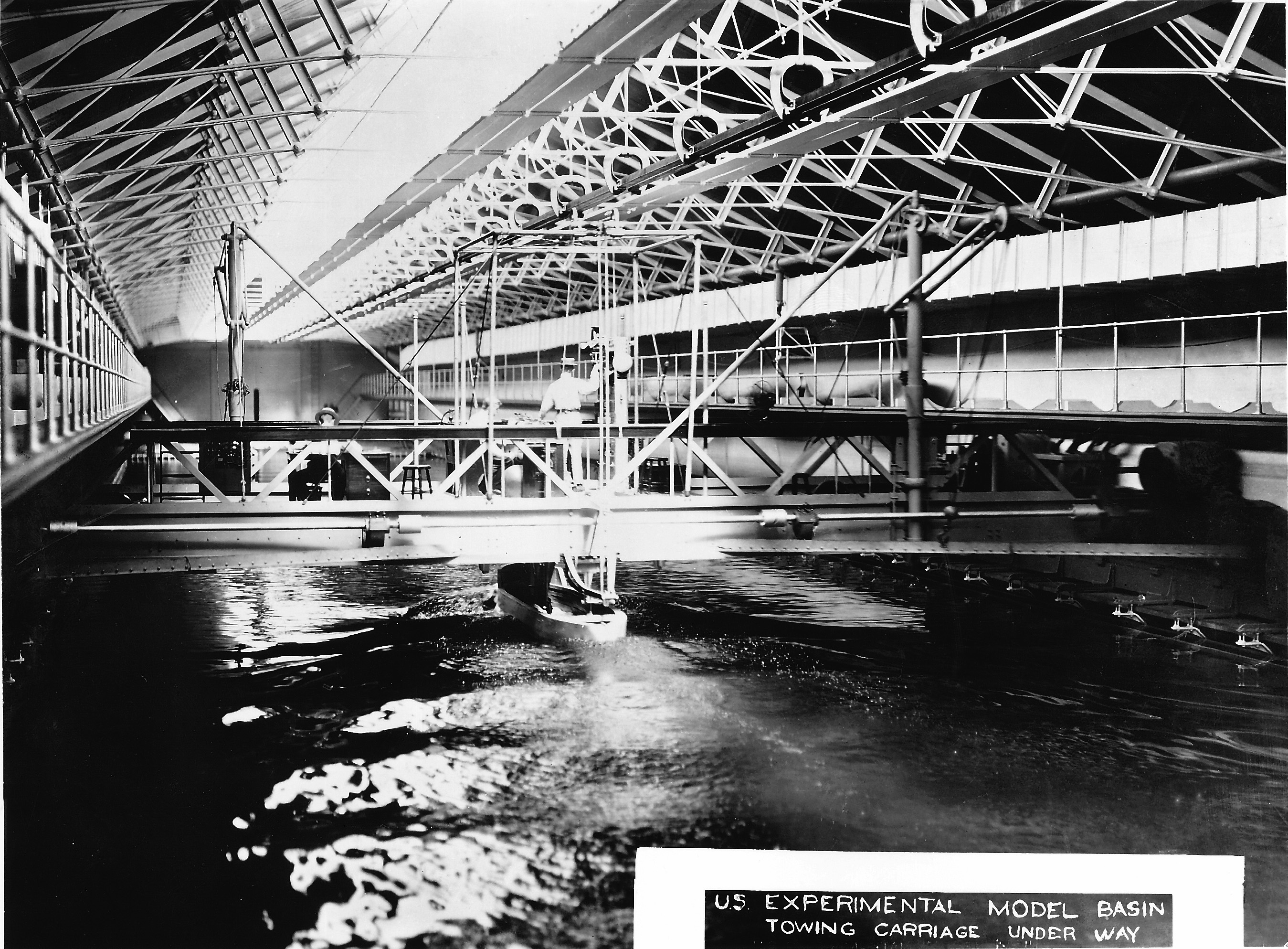
Das erste Versuchsbecken der US Navy (1900)
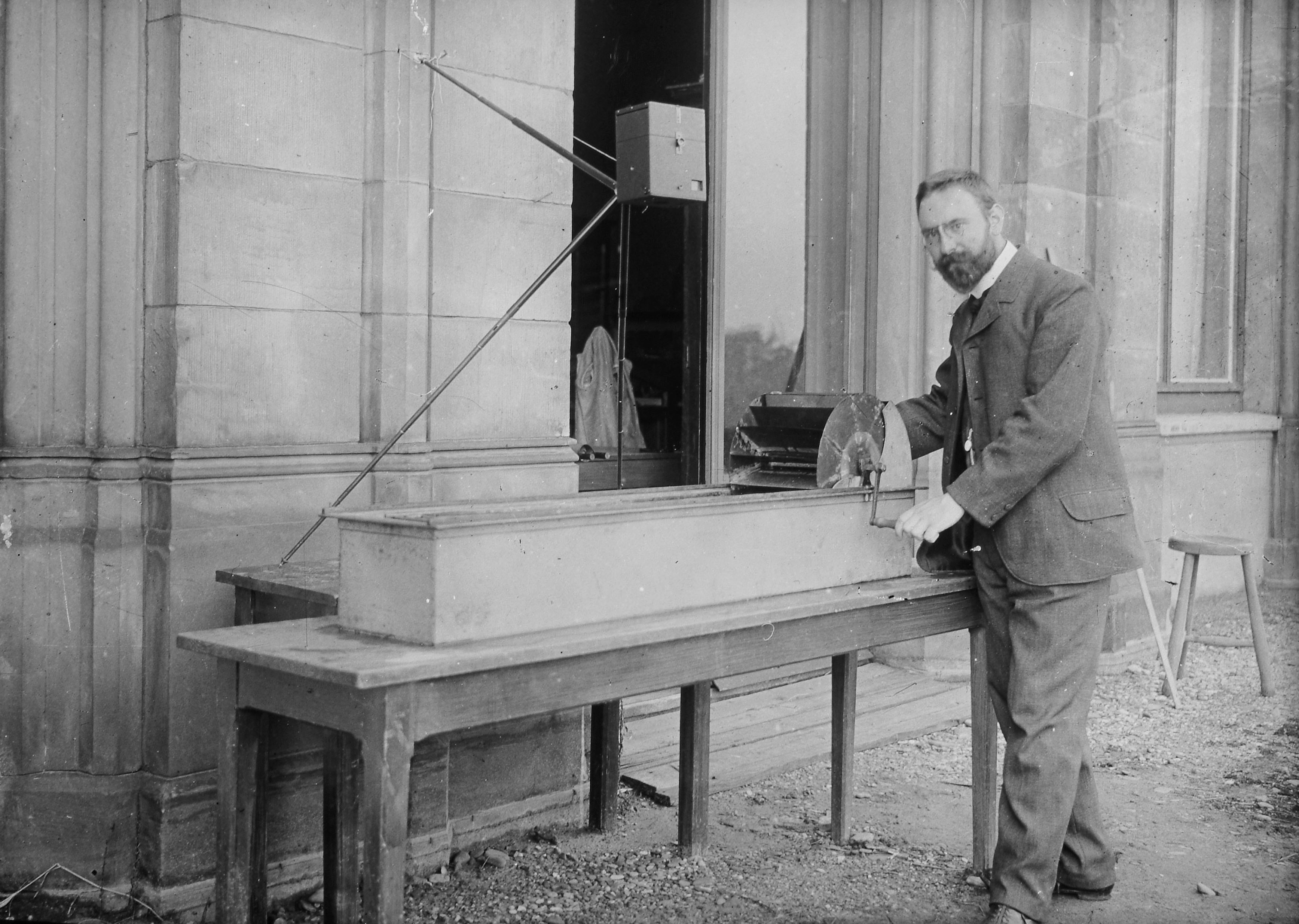
Ludwig Prandtl 1904 mit einem Umlaufwasserkanal („Prandtl-Kanal“) zur Visualisierung von Strömungsvorgängen, der den Windkanal Göttinger Bauart inspirierte
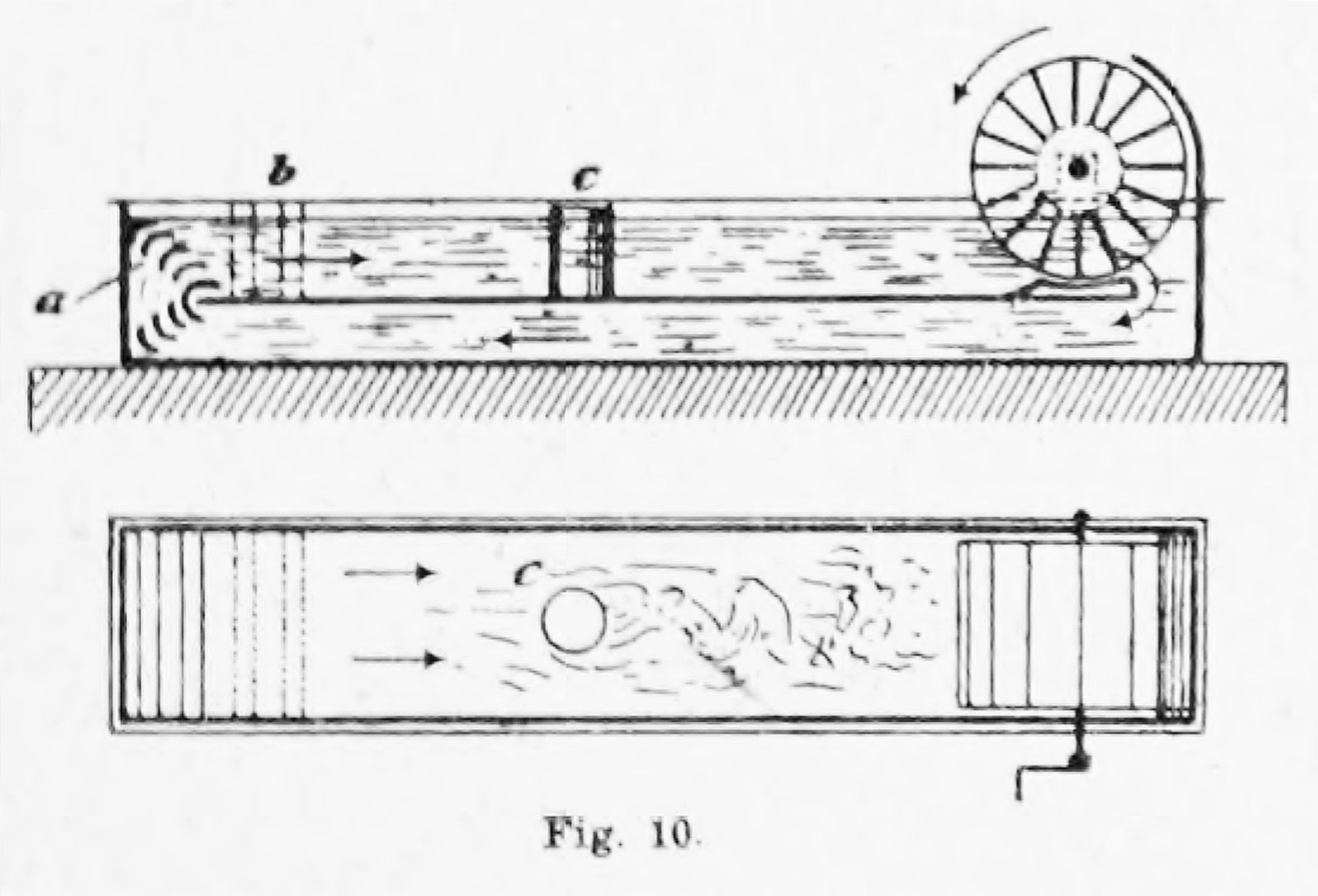
Prandtls Umlaufwasserkanal von 1904 im Seiten- und Grundriss
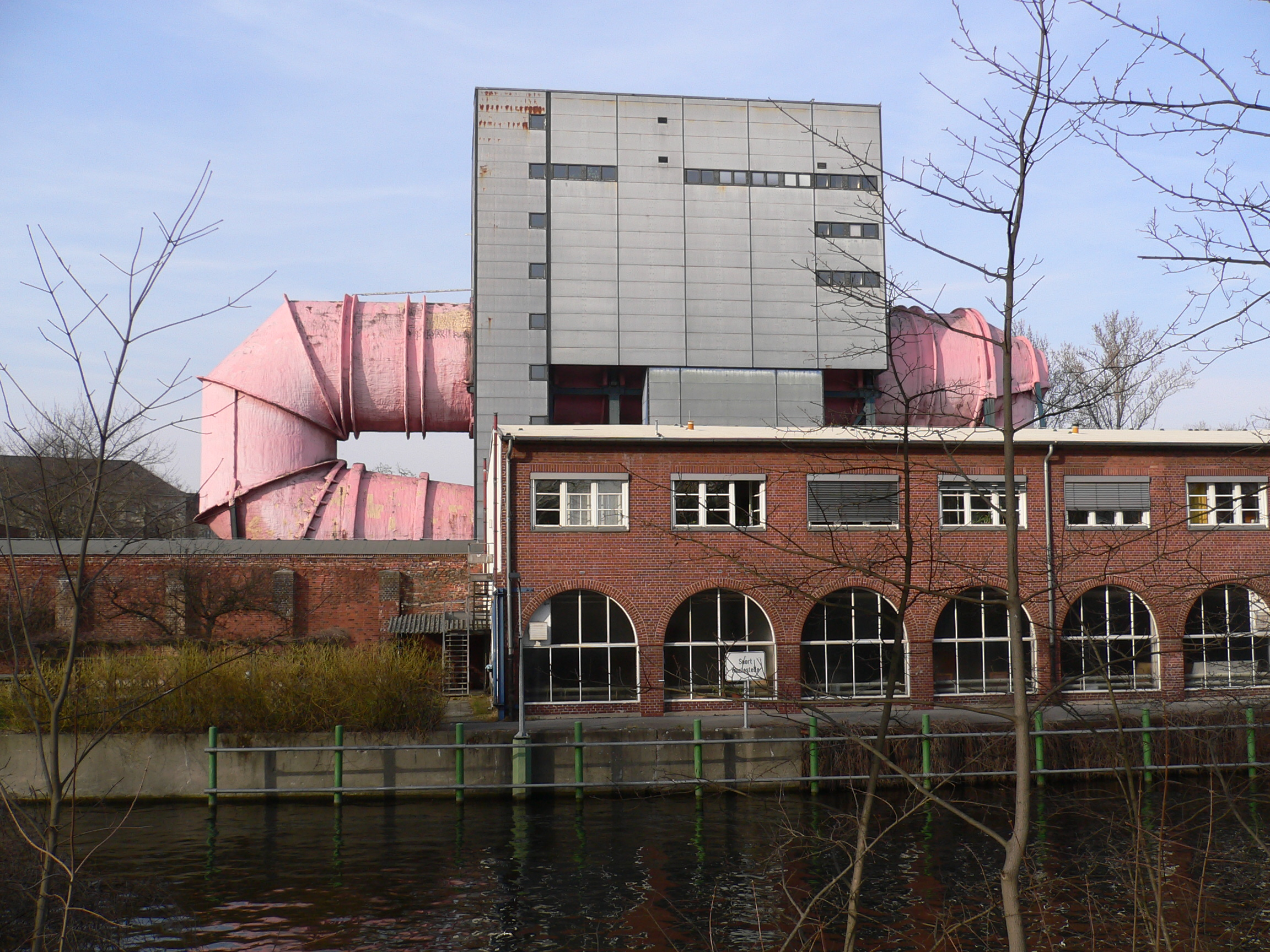
Kavitationstunnel der Versuchsanstalt für Wasserbau und Schiffbau in Berlin
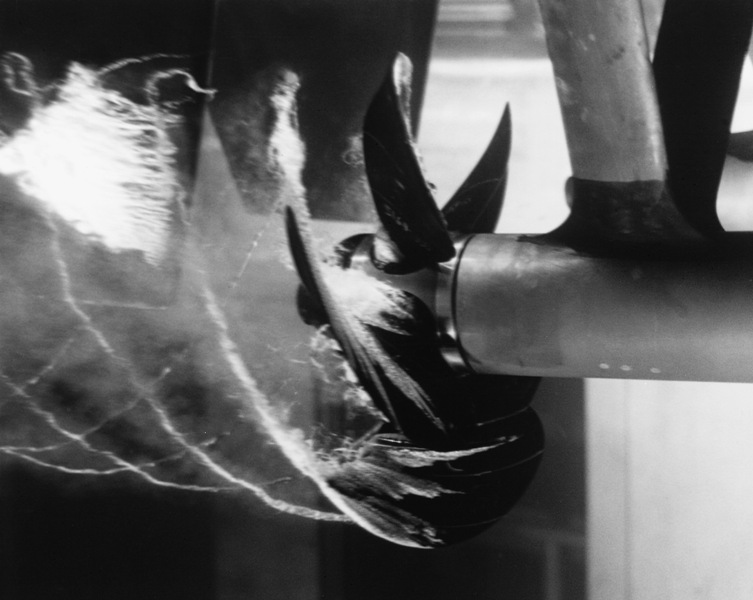
Kavitierender Propeller in einem Experiment im „David Taylor Model Basin“